# Orden ratne zastave
Orden ratne zastave bilo je odlikovanje SFRJ, sedmo u važnosnom slijedu jugoslavenskih odlikovanja. Orden je osnovao Prezidijum Narodne skupštine FNRJ 29. prosinca 1951. godine. Orden je bilo odlikovanje za vojne zasluge, a dodjeljivalo se "vojnim starješinama, koji tijekom rata pokažu osobitu hrabrost, samopožrtvovnost i umješnost u komandiranju, te za istaknutu ulogu i izgradnji, učvrščivanju i osposobljavanju oružanih snaga SFRJ".